# Геліотроп (мінерал)
Геліотро́п — мінерал, різновид (відміна) халцедону зеленого кольору з яскраво-червоними плямами. Належить до виробного каміння.
Іноді геліотропом називають також різновиди халцедону, агату або будь-якої іншої кременистої породи, що містить червоні вкраплення на зеленому фоні основної маси.
Назва перекладається з давньогрецької як «повертається разом з сонцем» (називався так ще в творах Плінія, I століття).
Кривавою яшмою мінерал називають в ювелірній торгівлі за його колір. Насправді він не є яшмою. В англомовних країнах геліотроп часто називають «кривавим каменем» (не плутати з кривавиком).
У Західній Європі раніше іноді називався «Стефановим каменем» (каменем святого Стефана). У деяких історичних джерелах називається «східною яшмою».